# Patinage de vitesse aux Jeux olympiques de 2022
Navigation
Pyeongchang 2018 Milan-Cortina 2026
Les épreuves de patinage de vitesse aux Jeux olympiques d'hiver de 2022 ont lieu du 5 février 2022 au 19 février 2022 dans l'anneau national de patinage de vitesse, à Pékin en Chine.
Le programme est identique à celui de 2018, avec cette année une parité de quota entre compétiteurs masculins et féminins.

## Lieu de la compétition
La construction de l'anneau national de patinage de vitesse de Pékin, qui a une capacité de 8 000 places, débute en avril 2017. Le site est construit sur l'ancien emplacement du Olympic Green Hockey Field utilisé pour les Jeux olympiques et paralympiques d'été de 2008. Les travaux structurants prennent fin en janvier 2020 et les premières compétitions-tests sont organisées au deuxième semestre 2021.

## Qualifications
Un quota total de 166 athlètes a été autorisé à concourir aux Jeux (maximum 83 hommes et 83 femmes).
Le nombre total maximum d'athlètes par sexe et par nation est de neuf, contre dix en 2018. Les pays se verront attribuer des quotas en fonction des résultats des compétitions de la Coupe du monde de patinage de vitesse ISU. Une fois le quota atteint, chaque nation sera autorisée à inscrire un maximum de trois athlètes par sexe pour toutes les épreuves, à l'exception des épreuves de 5000 m, 10 000 m et départ groupé, pour lesquelles elle pourra inscrire un maximum de deux athlètes par épreuve.
| Compétition | 500 mètres | 1000 mètres   | 1500 mètres   | 3000 mètres   | 5000 mètres                         | 10 000 mètres                         | Mass start             |
| ----------- | ---------- | ------------- | ------------- | ------------- | ----------------------------------- | ------------------------------------- | ---------------------- |
| Hommes      | 35 s 70    | 1 min 10 s 50 | 1 min 48 s 00 | NC            | 6 min 30 s 00                       | 13 min 30 s 00 6 min 25 s 00 (5000 m) | 1 min 57 s 50 (1500 m) |
| Femmes      | 39 s 50    | 1 min 18 s 00 | 1 min 59 s 50 | 4 min 12 s 00 | 7 min 20 s 00 4 min 8 s 00 (3000 m) | NC                                    | 2 min 10 s 00 (1500 m) |

## Médaillés

### Hommes
| Épreuve                                   | Or                                                                | Or                | Argent                                                | Argent         | Bronze                                                         | Bronze         |
| ----------------------------------------- | ----------------------------------------------------------------- | ----------------- | ----------------------------------------------------- | -------------- | -------------------------------------------------------------- | -------------- |
| 500 mètres résultats détaillés            | Gao Tingyu (CHN)                                                  | 34 s 32 OR        | Cha Min-kyu (KOR)                                     | 34 s 39        | Wataru Morishige (JPN)                                         | 34 s 49        |
| 1 000 mètres résultats détaillés          | Thomas Krol (NED)                                                 | 1 min 7 s 92      | Laurent Dubreuil (CAN)                                | 1 min 8 s 32   | Håvard Holmefjord Lorentzen (NOR)                              | 1 min 8 s 48   |
| 1 500 mètres résultats détaillés          | Kjeld Nuis (NED)                                                  | 1 min 43 s 21 OR  | Thomas Krol (NED)                                     | 1 min 43 s 55  | Kim Min-seok (KOR)                                             | 1 min 44 s 25  |
| 5 000 mètres résultats détaillés          | Nils van der Poel (SWE)                                           | 6 min 8 s 84 OR   | Patrick Roest (NED)                                   | 6 min 9 s 31   | Hallgeir Engebråten (NOR)                                      | 6 min 9 s 88   |
| 10 000 mètres résultats détaillés         | Nils van der Poel (SWE)                                           | 12 min 30 s 74 WR | Patrick Roest (NED)                                   | 12 min 44 s 59 | Davide Ghiotto (ITA)                                           | 12 min 45 s 98 |
| Mass start résultats détaillés            | Bart Swings (BEL)                                                 | 63 pts            | Chung Jae-won (KOR)                                   | 40 pts         | Lee Seung-hoon (KOR)                                           | 20 pts         |
| Poursuite par équipes résultats détaillés | Norvège Hallgeir Engebråten Peder Kongshaug Sverre Lunde Pedersen | 3 min 38 s 8      | ROC Daniil Aldoshkin Sergey Trofimov Rouslan Zakharov | 3 min 40 s 46  | États-Unis Ethan Cepuran Casey Dawson Emery Lehman Joey Mantia | 3 min 38 s 81  |

### Femmes
| Épreuve                                   | Or                                                       | Or               | Argent                                   | Argent        | Bronze                                                | Bronze        |
| ----------------------------------------- | -------------------------------------------------------- | ---------------- | ---------------------------------------- | ------------- | ----------------------------------------------------- | ------------- |
| 500 mètres résultats détaillés            | Erin Jackson (USA)                                       | 37 s 04          | Miho Takagi (JPN)                        | 37 s 12       | Angelina Golikova (ROC)                               | 37 s 21       |
| 1 000 mètres résultats détaillés          | Miho Takagi (JPN)                                        | 1 min 13 s 19 OR | Jutta Leerdam (NED)                      | 1 min 13 s 83 | Brittany Bowe (USA)                                   | 1 min 14 s 61 |
| 1 500 mètres résultats détaillés          | Ireen Wüst (NED)                                         | 1 min 53 s 28 OR | Miho Takagi (JPN)                        | 1 min 53 s 72 | Antoinette de Jong (NED)                              | 1 min 54 s 82 |
| 3 000 mètres résultats détaillés          | Irene Schouten (NED)                                     | 3 min 56 s 93 OR | Francesca Lollobrigida (ITA)             | 3 min 58 s 06 | Isabelle Weidemann (CAN)                              | 3 min 58 s 64 |
| 5 000 mètres résultats détaillés          | Irene Schouten (NED)                                     | 6 min 43 s 51 OR | Isabelle Weidemann (CAN)                 | 6 min 48 s 18 | Martina Sáblíková (CZE)                               | 6 min 50 s 09 |
| Mass start résultats détaillés            | Irene Schouten (NED)                                     | 60 pts           | Ivanie Blondin (CAN)                     | 40 pts        | Francesca Lollobrigida (ITA)                          | 20 pts        |
| Poursuite par équipes résultats détaillés | Canada Ivanie Blondin Valérie Maltais Isabelle Weidemann | 2 min 53 s 44 OR | Japon Ayano Sato Miho Takagi Nana Takagi | 3 min 4 s 47  | Pays-Bas Marijke Groenewoud Irene Schouten Ireen Wüst | 2 min 56 s 86 |

## Tableau des médailles
- Pays organisateur (Chine )

| Rang  | Pays         | Médaille d'or, Jeux olympiques | Médaille d'argent, Jeux olympiques | Médaille de bronze, Jeux olympiques | Total |
| 1     | Pays-Bas     | 6                              | 4                                  | 2                                   | 12    |
| 2     | Suède        | 2                              | 0                                  | 0                                   | 2     |
| 3     | Japon        | 1                              | 3                                  | 1                                   | 5     |
| 3     | Canada       | 1                              | 3                                  | 1                                   | 5     |
| 5     | Norvège      | 1                              | 0                                  | 2                                   | 3     |
| 5     | États-Unis   | 1                              | 0                                  | 2                                   | 3     |
| 7     | Belgique     | 1                              | 0                                  | 0                                   | 1     |
| 7     | Chine        | 1                              | 0                                  | 0                                   | 1     |
| 9     | Corée du Sud | 0                              | 2                                  | 2                                   | 4     |
| 10    | Italie       | 0                              | 1                                  | 2                                   | 3     |
| 11    | ROC          | 0                              | 1                                  | 1                                   | 2     |
| 12    | Tchéquie     | 0                              | 0                                  | 1                                   | 1     |
| Total | Total        | 14                             | 14                                 | 14                                  | 42    |